# 1694 Kaiser
1694 Kaiser este un asteroid din centura principală, descoperit pe 29 septembrie 1934, de Hendrik van Gent.